# Seehafen Cherson

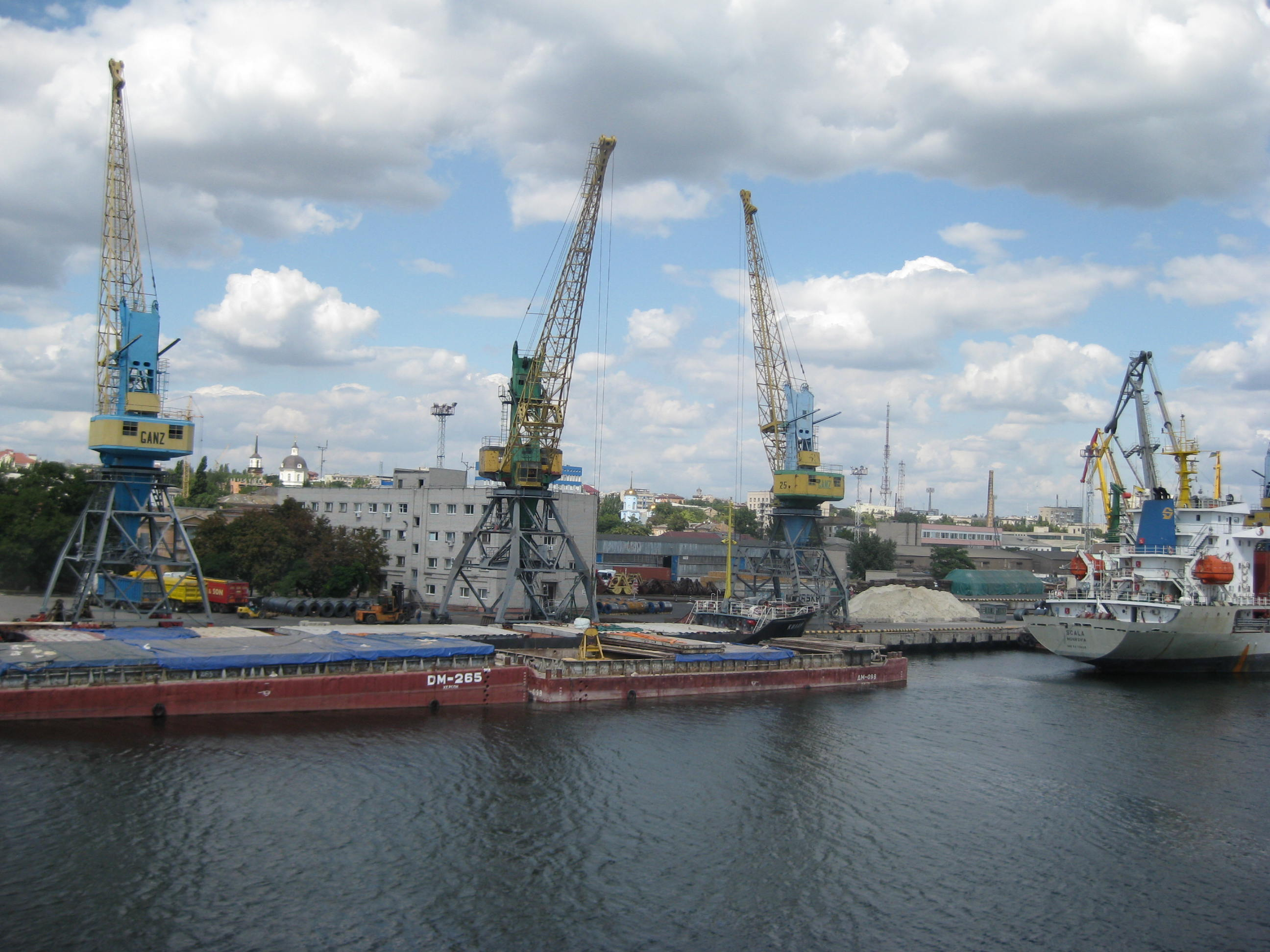
Hafenanlagen des Seehafens Cherson (2009)

Der Seehafen Cherson (ukrainisch Херсонський морський торговельний порт, Meereshandelshafen Cherson) in der ukrainischen Oblasthauptstadt Cherson ist ein Stützpunkt für die Handelsschifffahrt auf dem Schwarzen Meer.

## Lage
Der Seehafen liegt südöstlich des Stadtzentrums von Cherson am rechten Ufer des Dnepr unmittelbar neben dem Flusshafen Cherson, von dem aus die Stadt mit der Binnenschifffahrt auf den großen ukrainischen Flüssen verbunden ist. Die beiden benachbarten Häfen und die daran anschließenden Gewerbe- und Verladebetriebe sind durch den Hafenbahnhof Cherson an das Eisenbahnnetz der Ukraine angeschlossen.
Bei Cherson weitet sich die Flussniederung des Dnepr, der in mehrere Arme aufgeteilt 30 km durch das Dnepr-delta zur Mündung am Dnepr-Bug-Liman fließt. Die Schifffahrtsbehörden lassen das Hauptgerinne bei Bedarf stellenweise auf die nötige Tiefe ausbaggern; diese Maßnahme ist besonders auch wegen der Ableitung von Wasser aus dem Dnepr in große Bewässerungskanäle nötig geworden. Die größeren seitlichen Mündungsarme Konka und Alter Dnepr links und Koschewa rechts vom Hauptfluss sind nur für kleinere Schiffe befahrbar. Vor der Mündung des Dnepr steht das Leuchtfeuer Adschihol auf einer Insel im Meer.
Bei den Häfen von Cherson führt keine Brücke über den Dnepr. Der letzten Straßenübergang über den Dnepr vor seiner Mündung ist die Antoniwkabrücke am östlichen Stadtrand von Cherson. Eine Straßen- und eine Bahnbrücke führen über den Fluss Koschewa in das südlich davon liegende Industrie- und Hafengebiet.
Von den beiden Parks im alten Stadtzentrum sind mit breiten Alleen kleinere öffentlich zugängliche Anlagen zwischen den umzäunten Hafenflächen am Flussufer des Dnepr zu erreichen. 
Bei Nabereschna stehen der Uferbrunnen und das Denkmal der ersten Seeleute und über einer großzügigen Freitreppe im Slawypark am Arestankaquai brennt die Ewige Flamme.

## Geschichte
Schon seit der Gründung der Stadt Cherson im Jahr 1778 entwickelte sich der Schiffsverkehr vom Schwarzen Meer zur neuen Siedlung, die auch für Hochseeschiffe erreichbar ist. Aus dem einfachen Umschlagplatz am Flussufer ist im 20. Jahrhundert ein ausgedehntes Hafenareal entstanden, das sich über rund 1,5 Kilometer erstreckt und zehn Kais umfasst. Schiffe mit einem Tiefgang von 9 Meter können im Hafen anlegen.
Als der Dnepr mit dem Bau großer Stauwerke an seinem Mittellauf von Cherson bis Kiew für die Flussschifffahrt durchgehend passierbar wurde, erfolgte 1946 die Trennung des Hafens von Cherson in die beiden unabhängigen Betriebe des Seehafens und des Flusshafens. Der Seehafen untersteht der staatlichen ukrainischen Seehafenbehörde, während das Binnenschifffahrtsunternehmen Ukrrichflot den Flusshafen von Cherson betreibt. Nur der Flusshafen verfügt über einen Passagierterminal, der sich in der Nähe des Hafenbahnhofs am Odessaplatz befindet, und kann Kreuzfahrtschiffe, die auf dem Dnepr verkehren, abfertigen, während der Seehafen ausschließlich der Handelsschifffahrt dient.
Beim Seehafen befinden sich zahlreiche Lagerhäuser, Getreidespeicher und Verladeeinrichtungen sowie Industriebetriebe. Um die Hafenfläche zu erweitern, legte die Hafenverwaltung neue Hafenbecken auf der linken Seite des Dnepr an. Südlich des Hafengebiets liegt die Werft Cherson, die zu den größten Schiffbaubetrieben der Ukraine zählt. Etwas außerhalb der Stadt liegt das Flüssiggutterminal des Hafens. 2017 errichtete der führende ukrainische Getreideexporteur Nibulon mit Sitz in Mykolajiw südlich des Hafens von Cherson bei der Stadt Hola Prystan am Fluss Konka ein neues großes Getreideterminal. Ein weiteres Hafenareal liegt am Seitenarm Rwach. Im Winter werden die Fahrrinnen in den Häfen von Eisbrechern offen gehalten.
2016 erreichte der Güterumschlag im Handelshafen das Volumen von 3,7 Millionen Tonnen.
Seit bei der Eroberung der Südostukraine durch Russland im Frühjahr 2022 Cherson als erste ukrainische Großstadt von russischen Truppen eingenommen wurde, ist der Schiffsverkehr bei der Stadt unterbrochen.